# Dolmen von Ballylumford

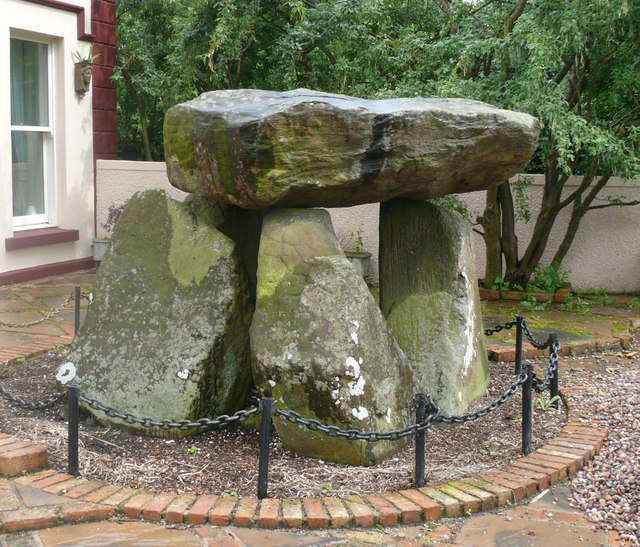
Dolmen von Ballylumford

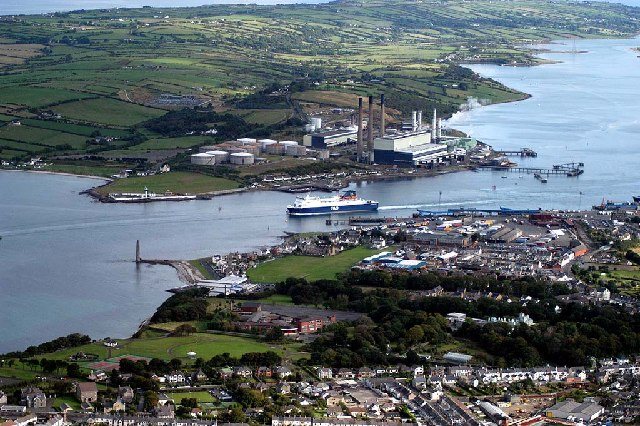
Ballylumford im Hintergrund

Der Dolmen von Ballylumford (auch „Druids Altar“ genannt) besteht aus drei Tragsteinen und einem Deckstein. Ein innerhalb der Kammer gefundener Stein kann der Verschlussstein sein. Vom ehemaligen Hügel haben sich keine Spuren erhalten, auch Funde sind nicht bekannt.
Der Dolmen ist ein Portal Tomb oder ein gangloses Passage Tomb, von denen es noch zwei weitere in der Region gibt. Er liegt nahe der Mill Bay im Vorgarten eines Hauses an der Ballylumford Road, der B90, im Townland Ballylumford (irisch Baile an Longfoirt) am Nordende der Halbinsel Islandmagee (Oileán Mhic Aodha) im County Antrim, in Nordirland.
James Fergusson (1808–1886) prägte für diese Unterart des Portal Tomb den Begriff „Tripod-Dolmen“ (Stativdolmen). Er wird auf Dolmen angewandt, bei denen der Deckstein auf drei Tragsteinen ruht (z. B. Ballykeel, Legananny, Proleek). Diese sind in der Region nicht selten.